# Vjosa Osmani
Vjosa Osmani Sadriu, född 17 maj 1982 i Mitrovica, Kosovo är en kosovoalbansk jurist som sedan 4 april 2021 är Kosovos president. Hon har tidigare varit ordförande för Kosovos parlament och Kosovos tillfälliga president.

## Biografi

### Utbildning och karriär
Vjosa Osmani studerade juridik vid Pristinas universitet från 2001 till 2004 och avlade kandidatexamen som den bästa i sin klass. Hon avlade sedan Master of Laws-examen i internationell rätt och internationell handelsrätt vid University of Pittsburgh i USA. Hon är professor vid Pristinas universitet, RIT Kosovo; hon har också undervisat som gästprofessor vid University of Pittsburgh. 

#### Uppdrag som jurist
Sedan hon hade återvänt till Kosovo 2006 blev Osmani stabschef och rådgivare för juridiska och internationella frågor åt Kosovos dåvarande president Fatmir Sejdiu. Hon var medlem i den kommission som utarbetade Republiken Kosovos grundlag och var, efter Kosovos självständighetsförklaring 2008, medlem av Kosovos juridiska team i den process i Internationella domstolen där självständighetsförklaringens giltighet bekräftades i ett juridiskt yttrande. Samtidigt undervisade Osmani i (humanitär) internationell rätt och mänskliga rättigheter vid Pristinas universitet från 2006 och vid American University i Kosovo från 2010. Hon var också en av grundarna av advokatfirman First Legal Solutions i Pristina 2010. Hon återvände till University of Pittsburgh som gästföreläsare 2010–2011 och hon höll där en kurs om statsbyggnad och juridik. Hon doktorerade 2015 med en avhandling om hur FN:s Lagen om internationella köp påverkar Kosovos rätt vid köp av varor och avlade examen som Doctor of Juridical Science (SJD).

#### Politisk karriär
Osmani började sitt politiska engagemang som medlem av det liberalkonservativa Lidhja Democratike e Kosovës, Kosovos demokratiska förbund, (LDK), vars ordförande var Fatmir Sejdiu. I november 2010 valdes Osmani in i partiets styrelse. Från 2011 fram till valet till president var hon ledamot av Kosovos parlament.
Osmani var partiet KDK:s toppkandidat till premiärminister vid Kosovos parlamentsval 2019. Hon sade att folket i Kosovo var redo för den första kvinnliga premiärministern i landet. Hon lovade att bekämpa höga nivåer av korruption och genomföra marknadsekonomiska reformer.

### Republiken Kosovos president
Den 4 april 2021 valde Republiken Kosovos parlament Osmani till president i den tredje valomgången med 71 av 120 röster.

### Privatliv
År 2012 gifte sig Osmani med Prindon Sadriu. Paret har tvillingdöttrar.